# Patinação de velocidade nos Jogos Pan-Americanos de 2011 - 1000 m masculino
A competição dos 1000 metros masculino foi um dos eventos da patinação de velocidade sobre rodas nos Jogos Pan-Americanos de 2011. Foi disputada por doze patinadores no Patinódromo Pan-Americano em 27 de outubro.

## Calendário
Horário local (UTC-6).
| Data          | Horário | Fase        |
| ------------- | ------- | ----------- |
| 27 de outubro | 10:30   | Semifinal 1 |
| 27 de outubro | 10:45   | Semifinal 2 |
| 27 de outubro | 11:45   | Final       |

## Medalhistas
| Ouro   | COL Pedro Causil       |
| Prata  | ARG Ezequiel Capellano |
| Bronze | CHI Jorge Reyes        |

## Resultados

### Semifinal 1
| Pos. | Patinador        | País           | Tempo      | Obs. |
| ---- | ---------------- | -------------- | ---------- | ---- |
| 1    | Pedro Causil     | COL Colômbia   | 1min29s008 | Q    |
| 2    | Mike Páez        | MEX México     | 1min29s080 | Q    |
| 3    | David Cedeño     | ECU Equador    | 1min29s193 | Q    |
| 4    | Javier Sepúlveda | PUR Porto Rico | 1min29s434 |      |
| 5    | Guillermo Muñoz  | CUB Cuba       | 1min29s543 |      |
| 6    | Travis Shaw      | CAN Canadá     | 1min31s523 |      |

### Semifinal 2
| Pos. | Patinador          | País               | Tempo      | Obs. |
| ---- | ------------------ | ------------------ | ---------- | ---- |
| 1    | Jorge Reyes        | CHI Chile          | 1min27s897 | Q    |
| 2    | Ezequiel Capellano | ARG Argentina      | 1min27s949 | Q    |
| 3    | Keith Carroll      | USA Estados Unidos | 1min28s051 | Q    |
| 4    | Daniel Álvares     | VEN Venezuela      | 1min28s295 | Q    |
| 5    | Jesús Guerrero     | GUA Guatemala      | 1min28s900 | Q    |
|      | Odir Miranda       | ESA El Salvador    | DNF        |      |

### Final
| Pos.              | Patinador          | País               | Tempo      |
| ----------------- | ------------------ | ------------------ | ---------- |
| Medalha de ouro   | Pedro Causil       | COL Colômbia       | 1min25s941 |
| Medalha de prata  | Ezequiel Capellano | ARG Argentina      | 1min25s973 |
| Medalha de bronze | Jorge Reyes        | CHI Chile          | 1min26s239 |
| 4                 | Daniel Álvares     | VEN Venezuela      | 1min26s504 |
| 5                 | Keith Carroll      | USA Estados Unidos | 1min26s612 |
| 6                 | Mike Páez          | MEX México         | 1min26s835 |
| 7                 | David Cedeño       | ECU Equador        | 1min27s367 |
| 8                 | Jesús Guerrero     | GUA Guatemala      | 1min29s086 |